# Idiomacromerus conicollis
Idiomacromerus conicollis är en stekelart som beskrevs av Askew 1997. Idiomacromerus conicollis ingår i släktet Idiomacromerus och familjen gallglanssteklar.
Artens utbredningsområde är Spanien. Inga underarter finns listade i Catalogue of Life.